# VGZ

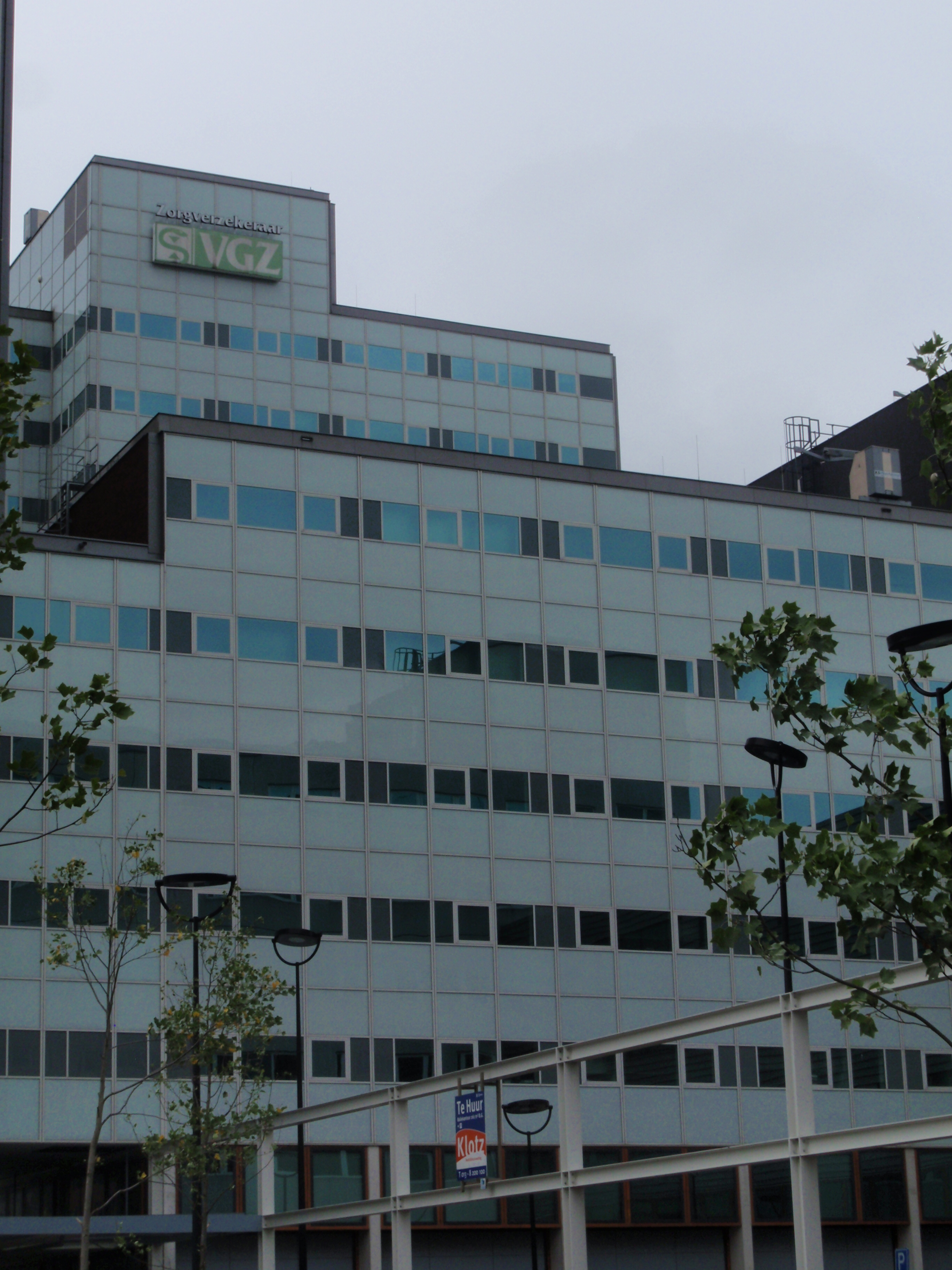
VGZ-gebouw Tilburg (2011)

VGZ (Stichting Volksgezondheidszorg) is een voormalige bovenbouwmaatschappij - een particuliere ziektekostenverzekeraar die door ziekenfondsen was opgericht - en heeft haar hoofdkantoor in Arnhem. Het bedrijf heeft daarvoor zijn hoofdkantoor in Nijmegen gehad. VGZ maakt deel uit van Coöperatie VGZ UA.

## Geschiedenis
VGZ is als Stichting Volksgezondheidszorg opgericht in 1948 in Nijmegen, door mr. Martinus Swenker (1916-1985). VGZ was een zogenaamde bovenbouwmaatschappij: een particuliere ziektekostenverzekeraar die door ziekenfondsen was opgericht. Een bovenbouwmaatschappij was bedoeld om mensen, die wegens overschrijding van de loongrens niet langer ziekenfondsverzekerd konden blijven, te voorzien van een goede en betaalbare ziektekostenverzekering. VGZ heeft dus van oudsher een sociale achtergrond.
Via de ziekenfondsen waarmee werd samengewerkt, gaat de geschiedenis van VGZ ver terug. Het oudste document in de archieven van VGZ dateert uit 1849. De vele voorlopers van het huidige VGZ zijn soms nóg ouder. Zo bestond er in Nijmegen een Broederschap “De Timmermansbus”, een gildebus die werd opgericht in 1741. Deze instelling is langs de lijn van het Nijmeegse ziekenfonds BAZ uiteindelijk opgegaan in VGZ.
In 1991 fuseerde VGZ met zes ziekenfondsen, alle werkzaam in Zuid-Nederland. Hiermee anticipeerden deze partijen als eerste op de toenmalige plannen voor de vorming van een volksverzekering tegen ziektekosten, waarbij het onderscheid tussen particuliere verzekering en ziekenfondsverzekering zou verdwijnen.
In 2004 ging VGZ samen met IZA (publiekrechtelijke ziektekostenverzekering voor ambtenaren), een fusie waarbij in eerste instantie ook Univé betrokken was. In 2005 volgde een fusie met Trias, en begin 2007 met Univé. Op 1 januari 2007 fuseerde de VIT-groep met Univé tot Univé, VGZ, IZA, Trias (Uvit). Op 31 december 2011 is Uvit gesplitst in zorgbedrijf Coöperatie VGZ UA en schadebedrijf Univé UA.
In 2021 is VGZ risicodrager geworden voor de volgende labels:
- Promovendum
- VGZbewuzt
- De IZZ zorgverzekering door VGZ

Coöperatie VGZ heeft mede door deze nieuwe labels op 1 januari 2021 ruim 4.2 miljoen verzekerden.

## Vestigingen
VGZ heeft naast de hoofdvestiging in Arnhem ook een vestiging in Eindhoven. 
De gemeente Tilburg deed eerder veel moeite om de verzekeraar in Tilburg te houden. Eisen van de verzekeraar, een kavel direct aan het spoor met recht op zelfbouw, werden ingewilligd. In 2004 opende het kantoor zijn deuren, maar in 2008 kondigde de verzekeraar aan de stad te verlaten. Uvit wilde het aantal vestigingen terug brengen naar vijf, waardoor in 2011 de 400 medewerkers in Tilburg op straat zouden komen te staan. In 2012 is de standplaats overgegaan naar het kantoor in Eindhoven. Zowel de burgemeester van Tilburg als die van Den Bosch waren teleurgesteld door de beslissing om de kantoren in beide steden te sluiten.

## Oude vestigingen
VGZ had onder andere kantoren in Bergen op Zoom, Breda, Den Bosch, Nijmegen,, Oosterhout, Roosendaal, Tilburg, Venlo, Venray en Maastricht.